# Tangerines
Tangerines (Originaltitel: Mandariinid bzw. georgisch მანდარინები Mandarinebi) ist ein estnisch-georgisches Filmdrama von Sasa Uruschadse aus dem Jahr 2013.

## Handlung
Im Krieg in Abchasien 1992–1993: Iwo und Margus sind die einzigen Bewohner ihres Dorfes, die noch nicht vor dem Krieg nach Estland geflohen sind. Margus will nur noch bleiben, bis die Mandarinen seiner kleinen Plantage geerntet sind. Iwo hilft ihm, indem er Stiegen für die Mandarinen schreinert. Margus hofft, dass er bald abreisen kann, hat ihm ein Offizier doch versprochen, 200 Soldaten für die Ernte zu schicken.
Iwo erhält Besuch von den tschetschenischen Söldnern Achmed und Ibrahim, die von ihm Essen fordern und nach kurzer Zeit weiterfahren. Kurz darauf hören Iwo und Margus einen heftigen Schusswechsel. Vor Margus’ Haus haben sich Achmed und Ibrahim ein Gefecht mit Georgiern geliefert. Nur Achmed scheint verletzt überlebt zu haben und wird in Iwos Haus gebracht und versorgt. Erst bei der Beisetzung von Ibrahim und den drei georgischen Opfern erkennen Iwo und Margus, dass auch ein junger Georgier namens Nika überlebt hat. Er wird mit einer heftigen Kopfwunde ebenfalls in Iwos Haus untergebracht und kurz darauf von Arzt Juchan versorgt. Achmed kündigt an, Nika zu töten, sobald er körperlich dazu in der Lage sei, schließlich habe er Ibrahims Tod zu rächen. Erst nach einer Weile kann Iwo ihm das Versprechen abnehmen, in seinem Haus keinen Mord zu begehen.
Margus’ Hoffnung, die Ernte beenden zu können, erfüllt sich nicht, da die Soldaten nicht kommen. Nika erholt sich langsam; die anfänglichen Konflikte zwischen ihm und Achmed legen sich stückweise, sodass Nika bald auch außer Haus gehen kann, ohne von Achmed getötet zu werden. Als Iwo eines Tages von Abchasiern aufgesucht wird, deckt Achmed Nika, der angeblich sein tschetschenischer Freund Ibrahim sei und beim Kampf seine Stimme verloren habe. Iwo erhält vom Anführer der Abchasier, Aslan, das Versprechen, ein paar Männer zu Mandarinenernte vorbeizuschicken. Margus schöpft wieder Hoffnung.
Eines Abends sitzen Iwo, Margus, Achmed und Nika beim Schaschlik-Essen, als unweit Explosionen ertönen. Dabei geht auch Margus’ Haus in Flammen auf. Die Gruppe vermutet, dass Aslans Männer angegriffen und getötet wurden. Margus ist am Boden zerstört. Geld von Achmed, der ihm die Reise nach Estland finanzieren will, lehnt er ab, da er kein Kriegsgeld haben will. Achmed und Nika entschuldigen sich beim jeweils anderen für den Tod ihrer Kameraden. Nika gesteht Iwo, eigentlich Schauspieler zu sein; Iwo verspricht, dass alle drei einmal einer Theateraufführung Nikas zusehen werden. Kurz darauf erscheinen Russen an Iwos Haus. Sie bedrohen Achmed, den sie für einen Georgier halten. Als sie Achmed erschießen wollen, werden sie von Nika aus Iwos Haus heraus beschossen. Im folgenden Dauerfeuer stirbt Margus; Nika verhilft Achmed zu einer Waffe und wird am Ende durch einen der Russen getötet.
Iwo und Achmed bleiben allein zurück. Beide fertigen in Iwos Schreinerei zwei Särge. Margus wird in seinem Mandarinenhain beigesetzt, während Iwo Nika neben seinem kurz nach Kriegsbeginn gefallenen Sohn beerdigt. Achmed zeigt sich irritiert, doch stellt Iwo fest, dass es keinen Unterschied mache und er auch Achmed neben seinem Sohn bestattet hätte. Achmed bricht kurz darauf auf. Während der Fahrt hört er Musik von einer Kassette, die Nika bei sich hatte.

## Produktion

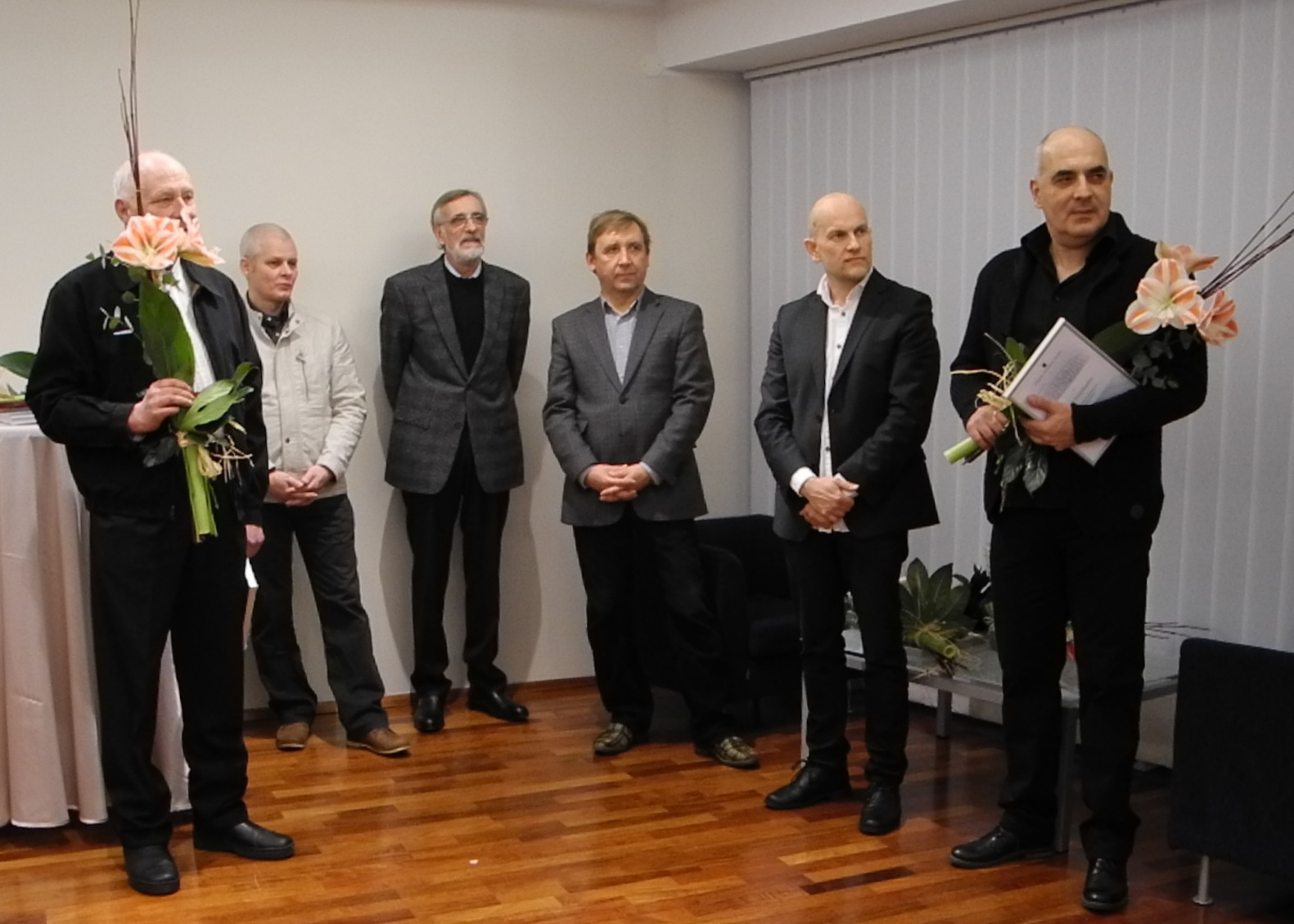
Die Crew des Films v. l. n. r.: Darsteller Raiwo Trass, Kameramann Rein Kotov, Darsteller Lembit Ulfsak, Elmo Nüganen, Produzent Iwo Felt und Regisseur Sasa Uruschadse

Die Idee zum Film geht auf Sasa Uruschadse, Artur Veeber und Tatjana Mülbeier zurück; Uruschadse schrieb das Drehbuch in nur zwei Wochen. Für ihn ist Tangerines kein Kriegsfilm, sondern ein „Film über Menschen, die sich zur falschen Zeit am falschen Ort befinden, aber dennoch versuchen, Menschen zu bleiben.“
Tangerines wurde mit einem Budget von rund 650.000 Euro in der Region Guria in Georgien unweit der Grenze zu Abchasien gedreht. Beim Lied, das am Ende des Films zu hören ist, handelt es sich um Qagaldis Nawi des georgischen Sängers Irakli Tscharkwijani.
Der Film erlebte am 16. Oktober 2013 auf dem Internationalen Filmfestival Warschau seine Premiere. In Deutschland war er erstmals am 31. Oktober 2013 auf dem Internationalen Filmfestival Mannheim-Heidelberg zu sehen.

## Auszeichnungen
Tangerines gewann zahlreiche internationale Filmpreise. Auf dem Internationalen Filmfestival Warschau gewann der Film 2013 den Publikumspreis; Sasa Uruschadse wurde als bester Regisseur geehrt und für den Grand Prix des Festivals nominiert. Auf dem Internationalen Filmfestival Mannheim-Heidelberg erhielt der Film im selben Jahr unter anderem den Publikumspreis und den Spezialpreis von Mannheim-Heidelberg. Auf dem Tallinn Black Nights Film Festival gewann Tangerines den Estnischen Filmpreis und war für den Grand Prix nominiert.
Im Jahr 2014 gewann der Film einen Satellite Award als Bester fremdsprachiger Film und wurde auf dem Palm Springs International Film Festival für den Publikumspreis nominiert.
Im Jahr 2015 erhielt der Film eine Oscar-Nominierung als Bester fremdsprachiger Film, wobei er für Estland in den Wettbewerb ging. Es war der erste estnische Film, der für einen Oscar nominiert wurde. Ebenfalls 2015 war Tangerines für einen Golden Globe in der Kategorie Bester fremdsprachiger Film nominiert.